# Cryptoprocta
Cryptoprocta è un genere di mammiferi carnivori della famiglia degli Eupleridi, endemici del Madagascar.

## Tassonomia
Comprende due sole specie:
- Cryptoprocta ferox Bennett, 1833, noto come fossa, in pericolo di estinzione[1][2]
- Cryptoprocta spelea Grandidier, 1902, noto come fossa gigante, estinto[3]